# Рибалка Олександр Володимирович
Олександр Володимирович Рибалка (рос. Александр Владимирович Рыбалка, 11 вересня 1966, Ленінград — 5 травня 2022, Кір'ят-Малахі) — російськомовний український письменник, пізніше ізраїльський письменник-фантаст, перекладач, автор детективів і журналіст.

## Біографія
Олександр Рибалка народився в Ленінграді, проте ще в дитинстві з батьками перебрався до Одеси. У 1983 році Рибалка поступив на астрономічне відділення фізичного факультету Одеського університету. Під час навчання він був членом команди КВК Одеського університету, а з 1987 року був віцепрезидентом клубу гумору Одеського університету «Гамільтоніан», пізніше перейменованого на «Клуб одеських джентльменів». Після закінчення університету Олександр Рибалка у 1988—1990 роках працював у науково-дослідницькому інституті, після чого перейшов на творчу роботу. У 1990—1991 роках Олександр Рибалка був редактором газеты «Одесская афиша», яку видавало об'єднання «Союзтеатр», а в 1991—1993 роках самостійно видавав газету «Одесса-мама», яку характеризував як «міжнародну бульварну газету».
У 1993 році Олександр Рибалка емігрував до Ізраїлю. Ще під час проживання в Одесі він розпочав вивчати основи хасидизму, а також займатися тлумаченням Кабали. В Ізраїлі Рибалка поселився в невеликому місті Кір'ят-Малахі, та продовжив дослідження Кабали. У 1996 році він опублікував переклад з івриту на російську мову однієї з основних кабалістичних книг «Сефер Йєцира». Також в Ізраїлі Рибалка займався публікацією книг з історії масонства, та, за деякими даними сам був масоном високого рівня. Олександр Рибалка раптово помер 5 травня 2022 року в місті Кір'ят-Малахі, похований на місцевому цвинтарі.

## Літературна творчість
Літературну творчість Олександр Рибалка розпочав у 1990 році, коли вийшли друком 3 збірки гумористичних оповідань автора у співавторстві з Олександром Самбуром. Після переїзду до Ізраїлю Рибалка займався перекладом кабалістичних творів, а в 1999 році опублікував низку детективних творів із циклу «Хроніки Вальдецького князівства». У 1998 році Олександр Рибалка опублікував свій перший фантастичний роман «Острів триногого віслюка», в якому у фантастичному ключі описується протиборство спецслужб Ізраїлю та Ірану. У 1999 році письменник публікує свій другий фантастичний роман «Розділення вод», який написаний на основі легенди про ангела моря Яхава. У 2001 році у співавторстві з Даніелем Клугером письменник публікує фантастичний роман «Тисяча років у борг». У 2006 році обидва автори публікують спільний детективний твір «Череп Шерлока Холмса». У 2016 році Олександр Рибалка публікує свій останній фантастичний роман «Зворотна сторона Землі». Також письменник опублікував низку науково-популярних видань про масонство та вивчення кабали.

### Романи
- 1998 — Остров трехногого осла
- 1999 — Разделение вод
- 2001 — Тысяча лет в долг (у співавторстві з Даніелем Клугером)
- 2016 — Обратная сторона Земли

### Збірки
- 1990 — Одесский капитал (у співавторстрі з Олександром Самбуром)
- 1991 — Одесский акцент (у співавторстві з Олександром Самбуром)
- 1992 — Ради хохмы (у співавторстві з Олександром Самбуром)
- 2005 — Интервью с масоном
- 2008 — Убить Мессию
- 2009 — Хасидский детектив
- 2013 — Автопортрет слепого

### Повісті
- 2005 — Стражи последнего неба
- 2006 — Череп Шерлока Холмса (у співавторстві з Даніелем Клугером)
- 2008 — Убить Мессию
- 2008 — Азазель
- 2008 — Автостопом по Времени
- ? — Князь сияющего дома

### Оповідання
- 191996 — Первый день нисана
- Хроники Вальдецкого княжества
  - 1999 — Который час?
  - 2005 — Поцелуй железной девы
  - 2011 — Ледяная нога
- 1999 — Похожий на дракона
- 2005 — Автопортрет слепого
- Цикл «Интернетовский сыщик»
  - Ночь слепых
  - Страшные сны Ктулху
  - Интернет — черные страницы
  - Больше, чем сатана
  - Камни власти
  - Остров вампиров
  - Гениус

### Науково-популярні твори
- 2006 — Путеводитель по миру каббалы
- 2007 — Орден Сириуса (у співавторстві с Андрієм Синельниковим)
- 2008 — Не будь фраером!
- 2008 — Тайны русских соборов (у співавторстві з Андрієм Синельниковим)
- 2008 — Бизнес по-еврейски — 4 (у співавторстві с Михайлом Абрамовичем)
- 2009 — Практика Каббалы
- 2009 — Интервью с масоном (у співавторстві з Андрієм Синельниковим)
- 2010 — Кто правит современным миром или Мифы о масонстве (у співавторстві з Андрієм Синельниковим)
- 2015 — Табели Египетского масонства Калиостро
- 2019 — Мистический Израиль
- 2020 — Евреи Святой Земли (у співавторстві з Максимом Шамотою)